# Andreas Kritzelmann
Andreas Kritzelmann (* 1606 in Chemnitz; † 21. Februar 1633 in Altenburg) war ein deutscher Kirchenlieddichter. Er wirkte als Kantor zu Altenburg und dichtete das geistliche Lied Betrübtes Herz, sei wohlgemuth, thu nicht so gar verzagen. 1638 wurde es erstmals gedruckt, im Lutherischen Handbüchlein von Johannes Niedling. Weiteres weiß man zu ihm nicht.